# Una commedia pericolosa
Una commedia pericolosa è un film del 2023 diretto da Alessandro Pondi.

## Trama
Maurilio Fattardi lavora come responsabile della sicurezza in un grande magazzino e ha la passione delle investigazioni. Si mette nei guai quando entra in casa di una dirimpettaia, ritenendola morta. La sua precisione d'attaccamento alle indagini lo mette in allarme, cercando di salvare la donna che pochi giorni prima era stata vista litigare con un uomo. Fattardi in questo caso prenderà una cantonata, a cui seguiranno molti colpi di scena.

## Distribuzione
Il film è stato distribuito nelle sale cinematografiche italiane da 01 Distribution a partire dal 30 agosto 2023.
È stato trasmesso in prima serata su Rai 1 il 9 aprile 2025.